# Фельдбергская культура
Фельдбергская культура — славянская раннесредневековая археологическая культура на южном побережье Балтийского моря и среднем течении реки Хафель. Отождествляется со славянским племенным союзом ободритов и лютичей.
Первоначально племена фельдбергской культуры заметно отличались от славян, поселившихся здесь ранее. Пришлое население проживало на сравнительно крупных укреплённых поселениях, состоящих из нескольких десятков дворохозяйств. В одном таком граде проживало от 600 до 1000 человек. В этой связи нужно полагать, что перемещение фельдбергского населения осуществлялось большими, сплочёнными коллективами. Фельдбергская керамика изготавливалась на гончарном круге, она хорошо обожжена и богато орнаментирована. Это преимущественно горшкообразные сосуды, невысокие, широкогорлые, с выпуклыми боками и суженной нижней частью. Они украшались многорядной волной или горизонтальными линиями, встречаются также штампованные узоры и налепные валики. Жилищами фельдбергского населения были наземные срубные дома. Погребальные памятники пока не выявлены.